# Saint-Hilaire-les-Andrésis
Saint-Hilaire-les-Andrésis település Franciaországban, Loiret megyében. Lakosainak száma 953 fő (2022. január 1.). Saint-Hilaire-les-Andrésis Foucherolles, Domats, Chantecoq, Chuelles, Courtenay, Ervauville és Savigny-sur-Clairis községekkel határos.

## Népesség
A település népessége az elmúlt években az alábbi módon változott:
| Lakosok száma | 475  | 447  | 558  | 872  | 935  | 908  | 916  | 953  | 950  | 953  |
|               | 1968 | 1982 | 1990 | 2006 | 2013 | 2015 | 2017 | 2019 | 2020 | 2022 |